# Giszkalay János
Giszkalay János (Giszkalai János) (eredeti nevén Widder Dávid, névváltozat: Jochánán Gus-Cháláv) (Nyitra, 1886. április 3. – Haifa, Izrael, 1951. április 4.), romániai magyar nyelvű író, költő, drámaíró, műfordító, lapszerkesztő, könyvkiadó, közéleti személyiség, politikus, a cionizmus egyik legjelentősebb irodalmi képviselője.

## Életrajza
Widder Salamon egyetemi tanár, a Magyar zsidó lexikon egyik főmunkatársának a testvére. Widder Dávid, a későbbi  Giszkalay János író, Erda néven közölt cikkeket és elbeszéléseket a budapesti felekezeti lapokban. A «Kezet fel az égre, ki férfi, ki bátor» kezdetű, népszerű cionista eskü-dal szerzője. Egy vezércikkben kifejtett állásfoglalása miatt az ügyészség elfogatási parancsot adott ki ellene, amely elől Romániába menekült. Az írói név megválasztása nem véletlen: a galileai, történelmi Giszkalai (Gus Halav-i) János (יוחנן מגוש חלב), az időszámításunk utáni első században végbement első zsidó háború egyik nemzeti hőse. Giszkalay János, az író, 1939-et követően a kilenc évvel később létrejövő Izraelben telepedett le. « Giszkalai János, néhány évvel ezelőtt kiköltözött Palesztinába. Azt mondják, pásztor lett és most Hebron valamelyik völgyében legelteti a juhnyájat », írja róla Ligeti Ernő a Súly alatt a pálma. Egy nemzedék szellemi élete. 22 esztendő kisebbségi sorsban  (Hőskor 1919–1925. fejezet) című, 1941-ben Kolozsváron megjelent kötetben.

## Szerkesztői munkássága
Az 1918-ban Kolozsváron megalapított Új Kelet című folyóirat (Székely Béla, Kaczér Illés, Újvári Péter, Szabó Imre, Benamy Sándor, Salamon László, Danzig Hillél, stb.) vezetőségi tagjaként tevékenykedett. 1926-ban az Új Kelet főszerkesztője lett. 1934 és 1936 között a Lugoson megjelenő Kézirat című irodalmi és társadalomtudományi folyóirat főszerkesztője volt.

## Közéleti, társadalomtörténeti, jogvédelmi, intézményépítői és politikai munkássága
Alapító tagként Giszkalay János jelentős szerepet töltött be az 1918-ban megalakult Erdélyi Zsidó Nemzeti Szövetség és az erdélyi Zsidó Párt létrehozásában. 1920-ban Knöpfler Bernát orvossal és Weisburg Chaim ügyvéddel együtt megalakították a kolozsvári Hagibbor Sportegyesületet.

## Irodalmi művei

### Regények
- Akiba csudálatos élete. I–II. kötet. Lugoj Lugos, 1934. Kirjat Széfer (Sidon nyomda) 21 cm. I. 207  l.; II. 195  l. (Kirjat Széfer 1–2. könyve.)
- Bat-Séba engesztelése. Regény. I-II. kötet. Lugoj [Lugos], 1934-1935. Kirjat Széfer. (Sidon nyomda) 20 cm. I. 1934. 236  l.; II. 1935. 303  l. (Kirjat Széfer 4–5. könyve.)
- Dávid éneke. I-II. kötet. Lugoj [Lugos], 1936. Kirjat Széfer. [Tip. Temesvarer Zeitung.] 20 cm. I. köt. 175  l.; II. köt. 240  l. (Kirjat Széfer 17–18. könyve.)
- Támár. Cluj [Kolozsvár], 1924. Kadima kiad. 168  l., 1 lev. 15 cm. (Giszkalay Könyvek, II.)
- Támár. Regény. Jönni fog még egy Kippur napja én Istenem. Regény. Lugoj [Lugos], 1935. Kirjat Széfer. 207  l. 20 cm.
- Vitéz-Benája három Útja. Kis emberek és nagy gyermekek számára írta: --. Rajzolta Kóra Nándor. Cluj [Kolozsvár], 1928. Noár kiadás (Helikon ny.) 149  l., 1 lev., 4 mell. 23 cm.

### Elbeszélések
- Jönni fog még egy Kippur-napja én Istenem. Elbeszélések. Cluj [Kolozsvár], 1925. Kadima kiad. 166  l., 1 lev. 17 cm.
- Rókák a romok között. Egy jelenet a nagy regényből, melyet 1800 évvel ezelőtt kezdettek meg. Cluj [Kolozsvár], 1925. Kadima kiad. 45  l., 1 lev. 15 cm. [Külön zsidó címlappal is.]

### Versek
- Az Új prófécziák könyvéből. Cluj [Kolozsvár], 1923. Kadima R. T. 87  l. 24 cm.
- Gus Chalav látomása. Versek. Cluj [Kolozsvár], 1925. Kadima kiadás. 141  l., 1 lev. 18 cm.
- A Hiób dalaiból (é.n., h. n.)

### Drámák
- Amikor Dr. Wohlsanger gavottot táncolt. Az igényelt móka három rövid felvonásban. Cluj Kolozsvár, 1929. Al Ha-Mismar kiadás. (Viața Hőnig & Lederer) 89  l., 1 lev. 16 cm.
- A Chasmoneus fiuk. Gyermekszínjáték egy felvonásban. Cluj [Kolozsvár], 1929. Al Ha-Mismar kiadás (Tipografia Naționala S. A.) 34  l. 16 cm.
- A titok. Kisdráma (Cluj) [Kolozsvár], 1922. Kadima Rt. kiad. (Sonnenfeld, Nagyvárad) 39  l. 17 cm. Lásd a róla megjelent recenziót.[5]

### Műfordításai
- Heinrich Heine, Confessio judaica. I. kötet. Atta Troll. Egy nyáréji álom. Fordította Giszkalay János, Lugoj [Lugos], 1935. Kirjat Széfer. 143  l. 20 cm.
- Goldschmidt, Méir Áron, Egy zsidósors. /Regény 3 kötetben. Giszkalay János fordítása./ Cluj [Kolozsvár], 1924. Kadima kiad. 20 cm. /I. köt./ 169  l.; /II. köt./ 179  l.; /III. köt./ 137  l. (Giszkalay-könyvek. 4-6.)
- Jákob Bendixen elhibázott élete. (En Jöde) Regény két kötetben. /A fordítás Giszkalay János munkája. Előszót írt hozzá Raffy Ádám./ Lugoj [Lugos], 1935. Kirjat Széfer. 20 cm. I köt. 210  l.; II. köt. 233  l.
- Hess, Moses, Róma és Jeruzsálem. A végső nemzetiségi kérdés. /A fordítás Giszkalay János munkája./ Lugoj [Lugos], 1937. Kirjat Széfer. /Tip. Huniadi, Temesvár./ 213  l. 20 cm. (Kirjat Széfer. 21. könyve.)
- I. Sokolow, Nahum, Új zsidó. Giszkalay János fordítása. 1922. 50, 1 lev. Kadima Könyvtár. 1. sz. A zsidóság vezérei. 1-3. sz. Szerk.: Sas László [1. sz.] Cluj-Kolozsvár, 1922. Kadima Rt. 19 cm.
- Doktor Kohn, /Egy életküzdelem./ Bevezetésül: Theodor Herzl, Nordau „Doktor Kohn”-ja. Önéletrajzom és kiegészítő adatok. A fordítás Giszkalay János munkája. /Lugoj/ [Lugos], /1939./ Kirjat Széfer. [Temeswarer Zeitung kny.] 225  l. 20 cm. (Secția culturală a Federațiunii Naționale Evreești. Kirjat Széfer 22. könyve.)
- An-Ski [Rappaport, Sölómó Seinwill], A dibuk. Drámai legenda a chaszid életből négy felvonásban. Ford. és bevezetést írt hozzá: Giszkalay János. Lugoj [Lugos], 1936. Kirjat Széfer. /Tip. Pax, Târgu-Mureș./ XXXV, 145  l. 21 cm. (Kirjat Széfer 16. könyve.)
- Gazdag Salamon Úr. /A fordítás Gál Klári és Giszkalay János együttes munkája./ /Lugoj/ [Lugos], 1936. Kirjat Széfer. [Tip. Temesvarer Zeitung.] 195  l. 21 cm. (Kirjat Széfer 20. könyve.)
- Micha Jószéf Bin Gorion, József és testvérei : ó-zsidó regény. Fordította Giszkalay János. Az illusztrációkat készítette Handel Ferenc. Budapest, Iparión, 1920. - 195 p.